# Universidad Autónoma de Manizales
La Universidad Autónoma de Manizales (UAM) es una universidad privada de Colombia. Su campus se halla en la antigua estación del ferrocarril de Caldas en la ciudad de Manizales, capital del departamento de Caldas.

## Historia
Nace en 1979 como la Corporación Universitaria Autónoma de Manizales, tras el apoyo a la idea del padre Leopoldo Peláez de crear una universidad que respondiera a las necesidades de la región para que los jóvenes no tuvieran que desplazarse a otras ciudades como Bogotá, Medellín o Cali debido a la escasez de programas académicos.
Como fundadores de la Universidad se encuentran: Guillermo Ocampo Avendaño, Emilio Echeverri Mejía, Leopoldo Peláez Arbeláez, Roberto Rivas Salazar, Gabriel Arango Restrepo, Hernán Jaramillo Jaramillo, Hernán Arango Uribe, Bernardo Ocampo Trujillo, Pablo Medina Jaramillo, Silvio Botero de los Ríos, Fabio Trujillo Agudelo, Carlos Adolphs García, Ernesto Gutiérrez Arango, Gustavo Larrea Córdova, Humberto Montoya Jaramillo, Enrique Vélez Hoyos, Néstor Buitrago Trujillo y Carlos Eduardo Mejía Valenzuela.

## Oferta académica

### Pregrados
- Administración de Empresas
- Artes Culinarias y Gastronomía
- Ciencia Política, Gobierno y Relaciones Internacionales
- Diseño de Modas
- Diseño Industrial
- Economía
- Fisioterapia
- Ingeniería Biomédica
- Ingeniería de Sistemas
- Ingeniería Electrónica
- Ingeniería Industrial
- Ingeniería Mecánica
- Negocios Internacionales
- Odontología

### Maestrías
- Maestría en Creatividad e Innovación en las Organizaciones
- Maestría en Actividad Física y Deporte
- Maestría en Administración de Negocios
- Maestría en Bioinformática y Biología Computacional
- Maestría en Desarrollo Regional y Planificación del Territorio
- Maestría en Discapacidad
- Maestría en Diseño
- Maestría en Enseñanza de las Ciencias
- Maestría en Gestión y Desarrollo de Proyectos de Software
- Maestría en Ingeniería
- Maestría en Neurorehabilitación
- Maestría en Políticas Públicas
- Maestría en Salud Pública
- Maestría en Traducción e Interpretación.
- Maestría en Biología Humana.
- Maestría en Diseño de Ambientes de Aprendizaje Innovadores

### Especializaciones
- Especialización en Auditoría en Salud
- Especialización en Endodoncia
- Especialización en Gerencia de Finanzas
- Especialización en Gerencia de Mercados Internacionales
- Especialización en Gerencia en Mercadeo Estratégico y Comercialización
- Especialización en Ingeniería de Software
- Especialización en Intervención Fisioterapéutica en Ortopedia y Traumatología
- Especialización en Neurorehabilitación
- Especialización en Ortodoncia y Ortopedia Dentofacial
- Especialización en Periodoncia
- Especialización en Rehabilitación Oral
- Especialización Fisioterapia en Cuidado Crítico
- Especialización Gerencia Empresarial

### Doctorados
- Doctorado en Ciencias Cognitivas
- Doctorado en Ingeniería
- Doctorado en Ciencias de la Salud